# Taihei Kato
Taihei Kato –en japonés, 加藤大平, Kato Taihei– (Wassamu, 30 de julio de 1984) es un deportista japonés que compitió en esquí en la modalidad de combinada nórdica.
Ganó una medalla de oro en el Campeonato Mundial de Esquí Nórdico de 2009, en la prueba por equipo. Participó en dos Juegos Olímpicos de Invierno, en los años 2010 y 2014, ocupando el sexto lugar en Vancouver 2010, en la misma prueba.

## Palmarés internacional
| Campeonato Mundial | Campeonato Mundial        | Campeonato Mundial | Campeonato Mundial       |
| Año                | Lugar                     | Medalla            | Prueba                   |
| ------------------ | ------------------------- | ------------------ | ------------------------ |
| 2009               | Liberec (República Checa) | Medalla de oro     | TG + 4 × 5 km por equipo |